# Audin de Bayeux
Pour les articles homonymes, voir Audin et Bayeux (homonymie).
Audin de Bayeux ou Ouen (Audinus Baiocensis)(né à Condé-sur-Seulles, mort en juillet 1139), est un évêque anglo-normand.

## Famille
Audin est le fils d'Anger, chanoine de Londres et de Popelina. Son frère Thurstan est archevêque d'York,,,. Son neveu Osbert de Bayeux, qui devient archidiacre d'York, est accusé en 1154 du meurtre de Guillaume d'York, un des successeurs de Thurstan à York.

## Biographie
Avant 1104, son père se voit confier la prébende de Cantlers par Maurice, évêque de Londres, et toute la famille se rend en Angleterre.
Chapelain du roi Henri Ier d'Angleterre, il succède en 1113 à Gilbert II à l'évêché d'Évreux. Orderic Vital dit de lui qu'il est un homme instruit et dévoué à la religion.
À la suite de l'attribution du comté d'Évreux à Amaury de Montfort, que le roi Henri Ier choisit de ne pas reconnaître suivant les conseils d'Audin, Amaury s'empare de la ville en 1118 et la pille. Audin s'enfuit. Lors du siège d'Évreux, ne pouvant se rendre maître de la ville, Audin donne son accord pour y mettre le feu. Cette décision coûtera cher à la cathédrale d'Évreux qui se trouve ruinée. Au concile de Reims, le pape Calixte II oblige le roi et Audin à la reconstruire. Cette reconstruction commence en 1126.
Il consacre l'église Saint-Sauveur d'Évreux, en 1135, le prieuré du Désert dans la forêt de Breteuil.
En 1139, Audin embarque pour l'Angleterre rejoindre le roi qui cherche des conseils sur le comté d'Évreux. Durant son voyage, il tombe malade. Il se réfugie dans le prieuré de Merton où il meurt le 2 juillet 1139.